# Grönören (Vårdö, Åland)
Grönören är ett skär i Åland (Finland). Det ligger i Skärgårdshavet och i kommunen Vårdö i landskapet Åland, i den sydvästra delen av landet. Ön ligger omkring 30 kilometer öster om Mariehamn och omkring 250 kilometer väster om Helsingfors.
Öns area är 2,5 hektar och dess största längd är 210 meter i nord-sydlig riktning. Trakten är glest befolkad. Närmaste större samhälle är Föglö, 14,6 km söder om Grönören.